# Jaroslav Zelený
Jaroslav Zelený (* 20. August 1992 in Hradec Králové) ist ein tschechischer Fußballspieler.

## Karriere

### Verein
Nachdem er in der Jugend für den AFK Hronov und den FK Náchod gespielt hatte, schloss er sich im Jahr 2006 dann der des FC Hradec Králové. Dort ging er dann Anfang 2010 auch fest in den Kader der ersten Mannschaft über. Sein Debüt in der Zweiten Liga gab er für den Klub dann am 29. Mai 2010. Zur Folgesaison stieg seine Mannschaft dann auch wieder in die Erste Liga auf und er bekam spätestens ab der Spielzeit 2011/12 eine größere Zahl an Einsätzen. Nach dem erneuten Abstieg wurde in der Spielzeit 2013/14 nun auch seine Spielzeit wieder mehr. Ligaintern wurde er dann für die nächste Saison zum MFK Karviná verliehen, welchen er sich danach auch fest anschloss. Hier war er nun zum dritten Mal Teil einer Aufstiegsmannschaft und spielte danach noch die Hinrunde für die Mannschaft, bevor er im Januar 2017 ligaintern weiter zum FK Jablonec wechselte.
Nach einer guten Saison 2017/18 holte ihn dann Slavia Prag, für welche er dann auch erstmals in der Europa League zum Einsatz kam. In der Liga kam er aber nur sporadisch zum Einsatz. Wurde aber immerhin in fast allen Gruppenspielen der Champions League 2019/20 eingesetzt. So wurde er erst einmal von Februar 2020 bis Juli 2020 an Mlada Boleslav verliehen und für die komplette Zeit der Spielzeit 2020/21 folgte eine weitere zu seinem Ex-Klub Jablonec. Zu diesem wechselte er dann nach dem Ende dieser Leihe auch wieder fest hin. Hier spielte er nun auch erstmals in der Conference League.
Für eine Ablöse von 810.000 € wechselte er im Sommer 2022 zu Sparta Prag. Direkt in seiner ersten Saison hier gewann er dann mit diesem Klub seine dritte Meisterschaft.

### Nationalmannschaft
Mit der tschechischen U18 bestritt er im März 2010 ein Freundschaftsspiel.
Sein Debüt im Trikot der A-Nationalmannschaft hatte er am 7. September 2020 bei einer 1:2-Niederlage gegen Schottland in der Nations League 2020/21, wo er in der Startelf stand. Nach fast zwei Jahren kam er dann erst wieder zu seiner nächsten Nominierung und kam im März 2022 bei einem Freundschaftsspiel zum Einsatz. Später im Jahr kam er dann noch zu mehreren Einsätzen in der Nations League 2022/23. Im Jahr 2023 kam er nebst einem Qualifikationsspiel für die Euro 2024 noch in mehreren Freundschaftsspielen zum Einsatz.